# 비사기나스

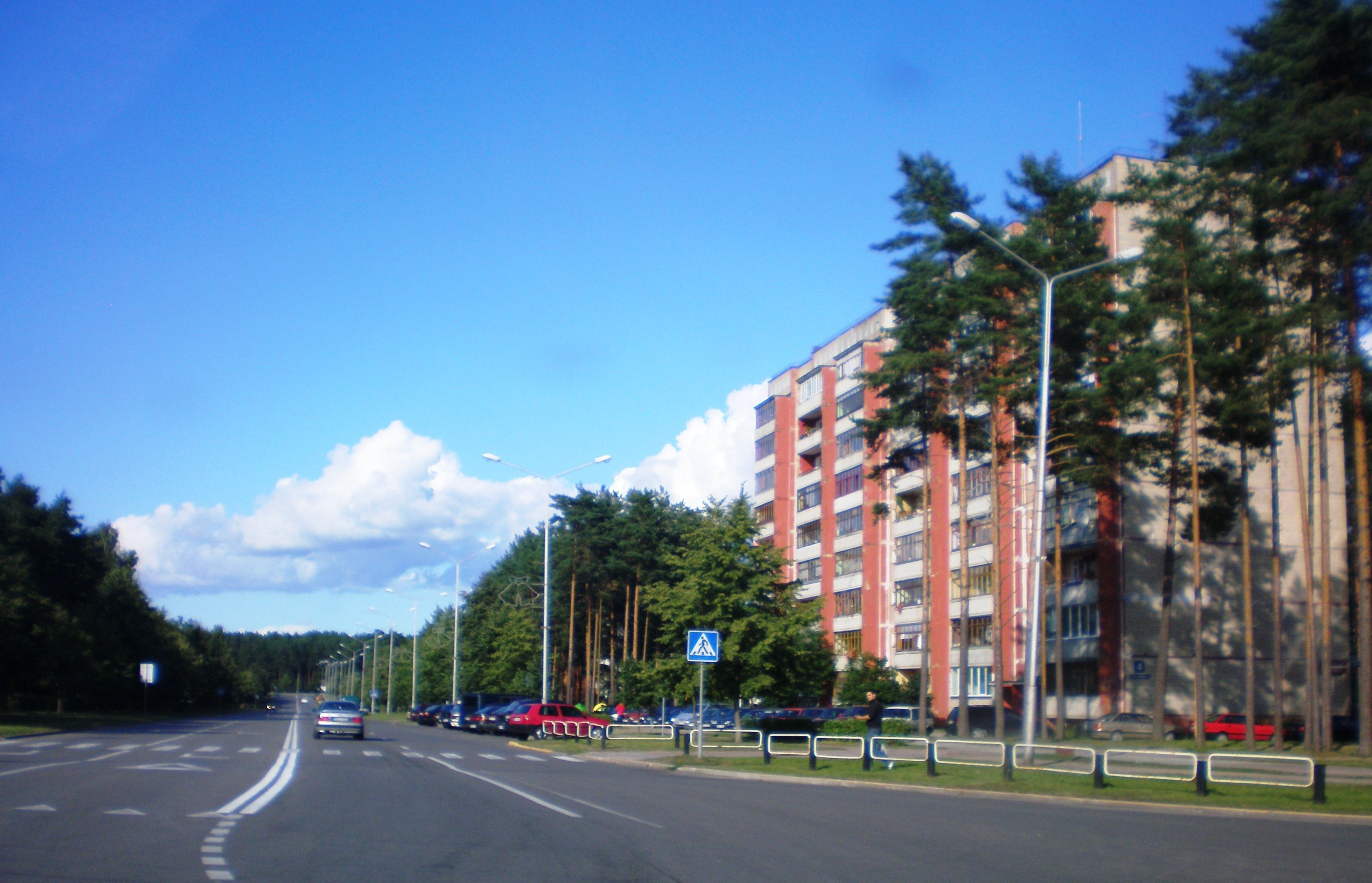
비사기나스

비사기나스(리투아니아어: Visaginas)는 리투아니아 동부에 위치한 도시로, 면적은 58km2, 인구는 29,555명(2001년 기준)이며 리투아니아에서 가장 큰 호수인 드룩샤이 호(Drūkšiai)와 접한다. 빌뉴스와 다우가프필스 사이를 연결하는 철도가 지나가며 리투아니아 주요 도시를 연결하는 고속도로가 지나간다.
1975년 리투아니아 유일의 원자력 발전소이자 세계 최대 규모의 원자력 발전소인 이그날리나 원자력 발전소가 들어서면서 신설되었다. 신설 당시 주민 5,000명이 원자력 발전소에서 근무했으며 1977년 도시 지위를 부여받았다. 비사기나스 호 인근에는 소나무 숲이 분포한다.

시기
시 문장